# Constant Claes

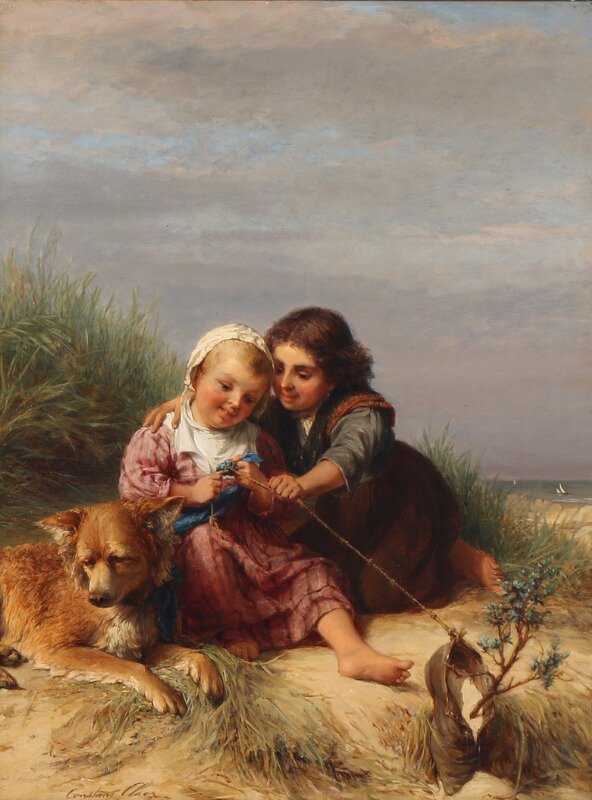
Zwei am Strand
spielende Kinder

Constant Guillaume Claes (* 4. April 1826 in Tongern; † 10. Februar 1905 in Hasselt) war ein belgischer Porträt-, Genre- und Kirchenmaler.
Nach dem Abitur in Tongern studierte er an der Koninklijke Academie voor Schone Kunsten van Antwerpen unter der Aufsicht von Nicaise de Keyser.
Er setzte seine künstlerische Ausbildung an der Académie royale des Beaux-Arts de Bruxelles fort, wo er am Ende des akademischen Jahres 1844/45 im Alter von 19 Jahren eine besondere Auszeichnung erhielt. Mehrere Studienreisen nach Italien und Spanien vervollständigen seine künstlerische Ausbildung. 
Constant Claes war Mitbegründer der Société Scientifique et Littéraire de Tongres (Wissenschafts- und Literaturgesellschaft von Tongern).
Neben zahlreichen Porträts schuf er religiöse Werke sowie Genreszenen aus dem Alltag (alte Männer, Mönche, Musiker oder Bauern). Er war an der Restaurierung der Basilika Notre-Dame in Tongern beteiligt, wo er den Wiederaufbau des Chores und der Buntglasfenster leitete.